# Daniel Pudil
Daniel Pudil, född 27 september 1985, är en tjeckisk fotbollsspelare som spelar för Mladá Boleslav. Han har även spelat för Tjeckiens landslag.